# 쉬리 (배우)
쉬리(중국어: 徐立, 병음: Xú Lì, 한자음: 서립, 1984년 2월 9일 ~ )는 중국의 배우이다.

## 출연작

### 드라마
- 2014년 저장 위성 텔레비전 중국람극장 《다시 사랑할 수  있을까》 - 신메이나 역
- 2016년 장시 위성 텔레비전 금패극장 《정만설진화》 - 진주 역
- 2017년 안후이 위성 텔레비전 해돈제일극장 《아시인생》 - 팡중링 역
- 2017년 후난위성텔레비전 금응독파극장 《친애적타문》 - 쉬지아원 역
- 2018년 아이치이 웹드라마 《일문부정정》 - 통통 역
- 2019년 아이치이 웹드라마 《비상Y성인》 - 아뤄레이 역
- 2019년 후난위성텔레비전 금응독파극장 《격탕》 - 황야오 역
- 2020년 아이치이 웹드라마 《청춘창세기》 - 오양미선 역
- 2022년 CCTV-8 황금강당극장 《여사적법칙》 - 리지앙밍 역
- 2023년 후난위성텔레비전 금응독파극장 《여사적품격》 - 타오뤄옌 역